# Carmen Mayer
Carmen Mayer (1 de juny de 1950, Mühlacker, Baden-Württemberg) és una escriptora alemanya. Actualment viu a Ingolstadt a Bavària.

## Biografia
Va començar una carrera econòmica i va treballar a l'exportació de dues empreses sueves. Després va viatjar a Àsia com a representant compradora i va arribar a conèixer Hong Kong i la Xina. Des del 1999 és consellera per Feng Shui, des del 2007 treballa en el seu estudi de benestar. Durant el temps lliure fa d'actora en un teatre d'aficionats.
Va començar a escriure contes des de jove i va publicar els primers textos a Internet i en antologies. Carmen Mayer escriu narrativa, novel·les negres i també drames en el dialecte bavarès.

## Obres
- Zwölfnächte, novel·la negra, BOOKSun limited Verlag, Hamburg 2009. ISBN 978-3-941527-10-2
- Eiswein, novel·la negra, BOOKSun limited Verlag, Hamburg 2009. ISBN 978-3-941527-01-0
- Sommernachtsträume in Semmelreuth, teatre, Plausus-Theaterverlag, Bonn. Estrena: 2008
- Das Gemeindehaus, teatre, Plausus-Theaterverlag, Bonn 1998. Estrena: Theatergruppe Hagau 1995